# Newport Beach
Newport Beach is een plaats (city) in de Amerikaanse staat Californië, en valt bestuurlijk gezien onder Orange County.

## Demografie
Bij de volkstelling in 2000 werd het aantal inwoners vastgesteld op 70.032.
In 2006 is het aantal inwoners door het United States Census Bureau geschat op 80.006, een stijging van 9974 (14.2%).

## Geografie
Volgens het United States Census Bureau beslaat de plaats een oppervlakte van
103,2 km², waarvan 38,3 km² land en 64,9 km² water. Newport Beach ligt op ongeveer 29 m boven zeeniveau.

## Bezienswaardigheden
In de plaats ligt de botanische tuin Sherman Library and Gardens.

## Plaatsen in de nabije omgeving
De onderstaande figuur toont nabijgelegen plaatsen in een straal van 16 km rond Newport Beach.

## Bekende inwoners van Newport Beach

### Geboren
- Susanna Hoffs (1959), zangeres
- Jason Lewis (1971), acteur, fotomodel
- David Denman (1973), acteur
- Amanda Beard (1981), zwemster
- Alex Fiva (1986), freestyleskiër
- Allison Stokke (1989), polsstokhoogspringster
- Noelle Maritz (1995), voetbalster
- Thalia Tran (2006), actrice

### Overleden
- Robert Burks (1909-1968), cameraman
- Samuel Lee (1920-2016), schoonspringer